# D 190 (Türkei)
Die Straße D 190 (Devlet yolu 190) ist eine 297 km lange Straße im Norden der Türkei. Sie beginnt an der D 200 (Europastraße 88) westlich von Delice und führt generell nach Osten bis Turhal, wo sie an der D 180 endet.

## Verlauf

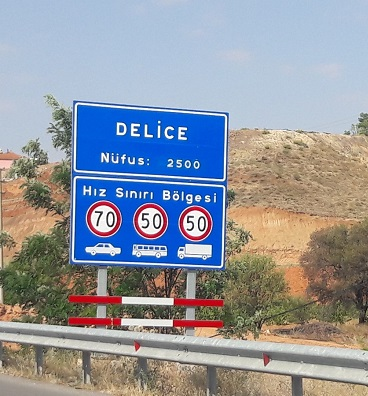
Ortstafel von Delice

Die Straße zweigt westlich von Delice von der D 200 ab und führt zunächst in nordöstlicher Richtung nach Sungurlu und weiter nach Alaca, wo sie die D 795 kreuzt. Von hier verläuft sie über Çopraşık und nördlich an Aydıncık (Yozgat) vorbei (kurzer gemeinsamer Verlauf mit der D 805) und über den Pass Karayünbeli Geçidi (1160 m) nach Zile. Von dort führt sie über eine Strecke von 22 km nach Turhal.